# مصراستس
المصراستس (Masracetus، من العربية Masr "مصر"، ومن اليونانية ketos "حوت") هو جنس منقرض من باسيلوصوريات الحيتان القديمة معروف من مرحلة البريابوني في عصر الإيوسين المتأخر في مصر.